# Tir sportif handisport
Pour les articles homonymes, voir Tir (homonymie).
Le tir sportif handisport (ou para-tir) est un sport dérivé du tir sportif qui est pratiqué par des handicapés moteurs. Il comprend le tir au pistolet, à la carabine et à l'arbalète (le tir à l'arc et la sarbacane sont considérés comme des sports à part). C'est
Au niveau international, c'est directement le Comité international paralympique (IPC) qui est la fédération de référence. En France, la Fédération française de tir (FFTir) a reçu délégation le 31 décembre 2016 du ministère des Sports pour organiser la pratique du para-taekwondo.

## Présentation
Le tir est un test de précision et de contrôle, dans laquelle les concurrents utilisent des pistolets ou des carabine sur une cible fixe. Les compétitions sont ouvertes à tous les athlètes ayant un handicap physique. Les athlètes utilisent des carabines ou des pistolets à air comprimé. Le tir sportif pour handicapés est pratiqué dans au moins 51 pays et est d'abord apparu dans les Jeux paralympiques d'été de 1976 à Toronto.
Les athlètes s'affrontent dans des épreuves de tir au pistolet ou à la carabine sur des distances de 10, 25 et 50 mètres chez les hommes, les femmes et dans des compétitions mixtes. Le tir sportif utilise un système de classification fonctionnelle, qui permet aux athlètes de différents catégories de handicap de concourir individuellement ou en équipe. En fauteuil roulant, les utilisateurs concurrents sur le même niveau d'égalité que les tireurs debout. 
Le tir sportif pour handicapés est régi par le Comité international paralympique et coordonnée par le Comité technique de tir du CIP suivant les règles modifiées de la Fédération internationale de tir sportif.

## Classification des handicaps
Les catégories en tir sportif sont les suivantes,,, :
| Catégorie         | Observations |
| Carabine (rifle)  | Carabine (rifle) |
| ----------------- | --- |
| SH1               | Le tireur a une déficience des jambes. Il a la maîtrise du torse et des bras pour tenir, viser et tirer.                                                                                           |
| SH2               | Le tireur a une déficience des bras telle qu'il a besoin d'un poste de tir pour supporter le poids de la carabine. Certain tireur peut avoir une déficience des jambes, en plus de celle des bras. |
| SH-VI             | Le tireur a une déficience visuelle pour les compétitions de tir à la carabine. |
| Pistolet (pistol) | |
| SH1               | Le tireur a une déficience des jambes. Il a la maîtrise du torse et des bras pour tenir, viser et tirer.                                                                                           |
| Para-trap (trap)  | |
| SG-S              | Le tireur a une déficience au niveau des jambes et du tronc et participe aux compétitions en position assise.                                                                                      |
| SG-L              | Le tireur a un bon équilibre et une bonne fonction du tronc, concourant en position debout. Le tireur a une déficience dans les jambes, et aucune limitation dans les bras.                        |
| SG-U              | Le tireur a une déficience du bras non tireur et tire debout. |
| SG-VI             | Le tireur a une déficience visuelle. |

Aux Jeux paralympiques seules les épreuves à la carabine et au pistolet sont proposées. À la carabine, on distingue les catégories SH1 où le tireur est capable de porter l'arme et la catégorie SH2 s'il requiert un support pour la porter. Au pistolet, seule la catégorie SH1 existe. Les épreuves pour les athlètes aveugles ou malvoyants, avec un dispositif auditif, ne sont pas proposées.
La catégorie SH-VI était anciennement la catégorie SH3.

## Compétitions
Des épreuves de tir paralympiques ont lieu dans différentes compétitions à travers le monde, y compris lors des Jeux paralympiques depuis 1976. Les Jeux para-asiatiques (succédant aux Jeux FESPIC organisés en Extrême-Orient et au Pacifique Sud), et la Coupe d'Asie Jikji Championnats Open en Corée sont les plus grands événements de tir paralympiques en Asie. Ces deux compétitions peuvent servir d'épreuves de qualification pour les Jeux paralympiques.